# Hugo Gau-Hamm
Hugo Gau-Hamm (* 12. Mai 1889 in Mölln-Medow, Rügen; † 9. Oktober 1967 in Berlin (West)) war ein deutscher Schauspieler bei Bühne und Film.

## Leben und Wirken

### Theater
Gau-Hamm hatte das Realgymnasium absolviert und beabsichtigte ursprünglich, sich der Malerei zuzuwenden. Stattdessen entschied er sich 1909 für die Schauspielerei und ließ im Jahr darauf an der von Raphael Löwenfeld geleiteten Theaterschule des Berliner Schiller-Theaters von Erich Ziegel und Alwine Wiecke ausbilden. Anschließend erhielt Gau-Hamm sein erstes Festengagement in Flensburg. In den letzten Jahren vor dem Ersten Weltkrieg wirkte der gebürtige Rügener an Theatern in Hagen, Dortmund, Stettin und Aachen. Nach seinem Kriegsdienst 1915 bis 1917 kehrte Hugo Gau-Hamm zu Schauspielerei zurück und war ab der Spielzeit 1917/18 bis 1922 am Hamburger Thalia-Theater beschäftigt.
Anschließend wirkte der Künstler nur noch an Berliner Bühnen, allen voran (bis zur von Joseph Goebbels verfügten Schließung sämtlicher deutscher Theater im Sommer 1944) das Staatstheater und die Volksbühne. Nach Kriegsende 1945 wirkte Gau-Hamm bis 1951 am Hebbel-Theater, seit 1952 an Boleslav Barlogs Schiller- und Schloßparktheater. In dieser Zeit war Hugo Gau-Hamm auch für den Rundfunk (NWDR) tätig.

### Film
Beim Film war Gau-Hamm ausschließlich im Dritten Reich aktiv. Mit einer winzigen Rolle in seinem Debüt vor der Kamera, dem Propagandastoff Hans Westmar, diente er sich den braunen Machthabern an. In seinen späteren Filmen spielte er zumeist bodenständige, einfache Leute, seltener so hochgestellte Persönlichkeiten wie den General Davout in Revolutionshochzeit.

### Als Funktionär
Gau-Hamm war zeitlebens in gewerkschaftlichen Dingen engagiert und stand viele Jahre lang als Gruppenrat dem GDBA-Landesverband Berlin vor.

## Filmografie
- 1933: Hans Westmar
- 1935: Die letzten Vier von Santa Cruz
- 1936: Arzt aus Leidenschaft
- 1937: Menschen ohne Vaterland
- 1937: Revolutionshochzeit
- 1941: Jungens
- 1941: Ein Windstoß
- 1942: Gefährtin meines Sommers
- 1943: Neigungsehe
- 1943/47: Jan und die Schwindlerin
- 1945: Wir beide liebten Katharina